# (9883) Veecas
(9883) Veecas es un asteroide que forma parte del cinturón de asteroides y fue descubierto por John E. Rogers el 8 de octubre de 1994 desde el Observatorio de Camarillo, cerca de Camarillo, California.

## Designación y nombre
Recibió inicialmente la designación de 1994 TU1. Nombrado en honor a la Sociedad Astronómica del Condado de Ventura (VCAS) con motivo de su 50 aniversario. El descubridor fue miembro fundador de la VCAS y reconoce la influencia de otros miembros en el desarrollo de ideas, herramientas y técnicas que eventualmente conducirían al establecimiento del Observatorio de Camarillo y su programa de seguimiento de NEO.

## Características orbitales
Veecas orbita a una distancia media de 2,353 ua del Sol, pudiendo acercarse hasta 2,011 ua y alejarse hasta 2,694 ua. Tiene una inclinación orbital de 6,875 grados y una excentricidad de 0,145. Emplea 1317,99 días en completar una órbita alrededor del Sol.
Pertenece a la familia de asteroides de (4) Vesta.

## Características físicas
La magnitud absoluta de Veecas es 15,07. 